# Міна (Нью-Йорк)
Міна (англ. Mina) — місто (англ. town) в США, в окрузі Чотоква штату Нью-Йорк. Населення — 1007 осіб (2020).

## Демографія
Згідно з переписом 2010 року, у місті мешкало 1106 осіб у 413 домогосподарствах у складі 317 родин. Було 791 помешкання
Расовий склад населення:
| - 98,1 % — білих - 0,5 % — азіатів |

До двох чи більше рас належало 1,4 %. Частка іспаномовних становила 0,7 % від усіх жителів.
За віковим діапазоном населення розподілялося таким чином: 25,4 % — особи молодші 18 років, 58,7 % — особи у віці 18—64 років, 15,9 % — особи у віці 65 років та старші. Медіана віку мешканця становила 42,5 року. На 100 осіб жіночої статі у місті припадало 97,9 чоловіків;  на 100 жінок у віці від 18 років та старших — 98,8 чоловіків також старших 18 років.
Середній дохід на одне домашнє господарство  становив 62 948 доларів США (медіана — 46 321), а середній дохід на одну сім'ю — 70 090 доларів (медіана — 49 107). Медіана доходів становила 50 000 доларів для чоловіків та 39 659 доларів для жінок. За межею бідності перебувало 6,8 % осіб, у тому числі 0,0 % дітей у віці до 18 років та 9,2 % осіб у віці 65 років та старших.
Цивільне працевлаштоване населення становило 492 особи. Основні галузі зайнятості: виробництво — 24,8 %, освіта, охорона здоров'я та соціальна допомога — 21,7 %, мистецтво, розваги та відпочинок — 11,8 %, роздрібна торгівля — 8,3 %.